# Capi di Stato del Messico
I capi di Stato del Messico si sono succeduti a partire dal 1824. Il Paese è una repubblica presidenziale, per cui il presidente è sia capo dello Stato che capo del governo, dirigendo il Governo federale.
La cronologia dei capi di Stato messicani è complessa a causa dell'instabilità politica del paese durante i primi cinquantasei anni di vita come nazione indipendente e durante il secondo (e parte del terzo) decennio del XX secolo. In quattro momenti della sua storia, ci furono due capi esecutivi paralleli allo stesso tempo, a capo di diverse fazioni nelle guerre civili o esterne. Il primo caso fu durante la Guerra della Riforma in cui vi era un governo liberale (sotto Benito Juárez) e un altro governo conservatore (tra i quali spiccano Félix María Zuloaga e Miguel Miramón); il secondo quando ci fu un governo repubblicano (guidato da Juárez) e un altro monarchico (sotto Massimiliano I); un terzo ci fu all'inizio del Porfiriato quando c'era un governo rivoluzionario (guidato da Porfirio Díaz) e un altro legalista (difeso da José María Iglesias); e infine una quarta volta, quando si fronteggiavano il governo costituzionalista (Venustiano Carranza) e il governo della Convenzione di Aguascalientes (sostenuto da Pancho Villa ed Emiliano Zapata).

## La carica presidenziale

### Storia
Durante il XIX secolo, l'instabilità politica che investì il paese causata dagli investimenti spagnoli, statunitensi e francesi; dalle lotte separatiste in Texas e centroamerica, e i conflitti tra liberali e conservatori obbligarono a gran parte delle autorità elette a dimettersi nell'arco di pochi mesi dalla propria elezione, o a nominare un sostituto mentre organizzavano la difesa del paese.
Dopo la riappacificazione dovuta al governo di Porfirio Díaz, seguì la Rivoluzione messicana che portò con sé una nuova costituzione e anche la creazione di un nuovo partito politico che praticamente monopolizzò la vita politica nazionale: il Partito Rivoluzionario Istituzionale (PRI).
Sin dal 1929 fino al 2000, tutti i candidati presidenziali del PRI arrivarono alla presidenza. Le elezioni erano organizzate dal governo. Con la formazione di un Istituto federale elettorale si realizzarono le prime elezioni non organizzate dal governo nell'anno 1994, e sei anni dopo si ebbe la prima alternanza di partiti, con il trionfo di Vicente Fox del Partito Azione Nazionale, seguito da Felipe Calderón.

### Requisiti per arrivare alla Presidenza
In base all'articolo 82 della costituzione del 1917, per essere presidente si richiede:
1. Essere cittadino messicano dalla nascita, in pieno godimento dei propri diritti, figlio di padre o madre messicani ed aver risieduto nel paese per almeno vent'anni
2. Avere 35 anni compiuti al tempo dell'elezione
3. Aver risieduto nel paese durante tutto l'anno precedente al giorno dell'elezione. L'uscita dal paese per meno di trenta giorni, non interrompe la residenza
4. Non appartenere al mondo ecclesiastico né essere ministro di nessun culto religioso.
5. Non essere in servizio attivo nell'esercito (in caso di appartenenza all'esercito) per i sei mesi precedenti al giorno dell'elezione
6. Non essere segretario o sottosegretario di stato, capo o segretario generale del dipartimento amministrativo, procuratore generale della repubblica, ne governatore di nessun stato, a meno che si separi dalla sua carica almeno sei mesi prima del giorno dell'elezione
7. Non soffrire di nessuna delle incapacità stabilite dall'articolo 83.

Inoltre, il mandato presidenziale dura 6 anni (il cosiddetto sexenio) e non è consentito ricandidarsi nuovamente a tale carica.

### L'investitura
Il presidente è a capo del potere esecutivo nell'ambito federale ed è aiutato da un gabinetto composto da vari segretari di stato, i quali sono incaricati di diversi compiti di rilievo pubblico. Militarmente è il comandante supremo delle forze armate e la sua sicurezza e a carico di uno stato maggiore presidenziale diretto da un membro dell'esercito.
Nelle cerimonie ufficiali, i presidenti portano una fascia ispirata alla bandiera nazionale che attraversa dalla spalla destra al fianco sinistro, sin dagli anni trenta vivono nella residenza ufficiale de Los Pinos, anche se la maggior parte delle cerimonie ufficiali si svolgono nel Palazzo Nazionale dove si trovano gli uffici del presidente e di alcuni segretari di stato.

## Lista

### Primo Impero (1821-1823)
| Imperatore | Imperatore | Grado         | Mandato           | Mandato       |
| Imperatore | Imperatore | Grado         | Inizio            | Fine          |
| ---------- | ---------- | ------------- | ----------------- | ------------- |
|            | Agustín I  | Generalissimo | 28 settembre 1821 | 19 marzo 1823 |

### Governo provvisorio (1823-1824)
| Supremo Poder Ejecutivo                        | Membri                   | Mandato        | Mandato         |
| Supremo Poder Ejecutivo                        | Membri                   | Inizio         | Fine            |
| ---------------------------------------------- | ------------------------ | -------------- | --------------- |
|                                                | Nicolás Bravo Presidente | 1º aprile 1823 | 10 ottobre 1824 |
| Guadalupe Victoria Presidente                  |                          | 1º aprile 1823 | 10 ottobre 1824 |
| Pedro Celestino Negrete Presidente             |                          | 1º aprile 1823 | 10 ottobre 1824 |
| José Mariano de Michelena Presidente supplente |                          | 1º aprile 1823 | 10 ottobre 1824 |
| Miguel Domínguez Presidente supplente          |                          | 1º aprile 1823 | 10 ottobre 1824 |
| Vicente Guerrero Presidente supplente          |                          | 1º aprile 1823 | 10 ottobre 1824 |

### Prima Repubblica (1824-1863)
| Presidente | Presidente | Presidente                  | Partito              | Mandato           | Mandato           |
| Presidente | Presidente | Presidente                  | Partito              | Inizio            | Fine              |
| ---------- | ---------- | --------------------------- | -------------------- | ----------------- | ----------------- |
|            |            | Guadalupe Victoria          | Repubblicano         | 10 ottobre 1824   | 31 marzo 1829     |
|            |            | Vicente Guerrero            | Popolare             | 1º aprile 1829    | 17 dicembre 1829  |
|            |            | José María Bocanegra        | Popolare             | 18 dicembre 1829  | 23 dicembre 1829  |
|            |            | Anastasio Bustamante        | Partito Conservatore | 1º gennaio 1830   | 13 agosto 1832    |
|            |            | Melchor Múzquiz             |                      | 14 agosto 1832    | 26 dicembre 1832  |
|            |            | Manuel Gómez Pedraza        | Partito Moderato     | 24 dicembre 1832  | 1º aprile 1833    |
|            |            | Valentín Gómez Farías       | Partito Liberale     | 1º aprile 1833    | 16 maggio 1833    |
|            |            | Antonio López de Santa Anna | Partito Liberale     | 16 maggio 1833    | 28 gennaio 1835   |
|            |            | Miguel Barragán             | Partito Liberale     | 28 gennaio 1835   | 27 febbraio 1836  |
|            |            | José Justo Corro            | Partito Conservatore | 27 febbraio 1836  | 19 aprile 1837    |
|            |            | Anastasio Bustamante        | Partito Conservatore | 19 aprile 1837    | 18 marzo 1839     |
|            |            | Antonio López de Santa Anna | Partito Liberale     | 23 marzo 1839     | 3 giugno 1839     |
|            |            | Nicolás Bravo               | Centro               | 10 luglio 1839    | 19 luglio 1839    |
|            |            | Anastasio Bustamante        | Partito Conservatore | 19 luglio 1839    | 23 settembre 1841 |
|            |            | Francisco Javier Echeverría | Partito Conservatore | 23 settembre 1841 | 10 ottobre 1841   |
|            |            | Antonio López de Santa Anna | Partito Liberale     | 10 ottobre 1841   | 26 ottobre 1842   |
|            |            | Nicolás Bravo               | Centro               | 26 ottobre 1842   | 14 maggio 1843    |
|            |            | Antonio López de Santa Anna | Partito Liberale     | 14 maggio 1843    | 4 ottobre 1843    |
|            |            | Valentín Canalizo           | Partito Conservatore | 4 ottobre 1843    | 4 giugno 1844     |
|            |            | Antonio López de Santa Anna | Partito Liberale     | 4 giugno 1844     | 13 settembre 1844 |
|            |            | José Joaquín de Herrera     |                      | 13 settembre 1844 | 21 settembre 1844 |
|            |            | Mariano Paredes             | Partito Conservatore | gennaio 1846      | 28 giugno 1846    |
|            |            | José Mariano Salas          |                      | 5 agosto 1846     | 23 dicembre 1846  |
|            |            | Valentín Gómez Farías       | Partito Liberale     | 23 dicembre 1846  | 21 marzo 1847     |
|            |            | Antonio López de Santa Anna | Partito Liberale     | 21 marzo 1847     | 2 aprile 1847     |
|            |            | Pedro María Anaya           | Partito Liberale     | 2 aprile 1847     | 20 maggio 1847    |
|            |            | Antonio López de Santa Anna | Partito Liberale     | 20 maggio 1847    | 16 settembre 1847 |
|            |            | Manuel de la Peña y Peña    |                      | 16 settembre 1847 | 13 novembre 1847  |
|            |            | Mariano Arista              | Partito Liberale     | 15 gennaio 1851   | 6 gennaio 1853    |
|            |            | Juan Bautista Ceballos      | Partito Liberale     | 6 gennaio 1853    | 8 febbraio 1853   |
|            |            | Manuel María Lombardini     | Partito Conservatore | 8 febbraio 1853   | 20 aprile 1853    |
|            |            | Antonio López de Santa Anna | Dittatura            | 20 aprile 1853    | 12 agosto 1855    |
|            |            | Martín Carrera              | Partito Liberale     | 15 agosto 1855    | 12 settembre 1855 |
|            |            | Rómulo Díaz de la Vega      | Partito Conservatore | 12 settembre 1855 | 3 ottobre 1855    |
|            |            | Juan N. Álvarez             | Partito Liberale     | 4 ottobre 1855    | 11 dicembre 1855  |
|            |            | Ignacio Comonfort           | Partito Liberale     | 11 dicembre 1855  | 11 gennaio 1858   |
|            |            | Félix María Zuloaga         | Militare             | 11 gennaio 1858   | 2 febbraio 1859   |
|            |            | Miguel Miramón              | Militare             | 2 febbraio 1859   | 22 dicembre 1860  |
|            |            | Benito Juárez               | Partito Liberale     | 2 marzo 1861      | 10 luglio 1863    |

### Secondo Impero messicano (1863-1867)
| Imperatore | Imperatore | Imperatore     | Titolo             | Mandato        | Mandato        |
| Imperatore | Imperatore | Imperatore     | Titolo             | Inizio         | Fine           |
| ---------- | ---------- | -------------- | ------------------ | -------------- | -------------- |
|            |            | Massimiliano I | Arciduca d'Austria | 10 aprile 1864 | 15 maggio 1867 |

### República Restaurada(1867-1876)
| Presidente | Presidente | Presidente                | Partito          | Mandato         | Mandato          |
| Presidente | Presidente | Presidente                | Partito          | Inizio          | Fine             |
| ---------- | ---------- | ------------------------- | ---------------- | --------------- | ---------------- |
|            |            | Benito Juárez             | Partito Liberale | 19 giugno 1867  | 12 luglio 1872   |
|            |            | Sebastián Lerdo de Tejada | Partito Liberale | 19 luglio 1872  | 20 novembre 1876 |
|            |            | José María Iglesias       | Partito Liberale | 26 ottobre 1876 | 28 novembre 1876 |

### Porfiriato (1876-1911)
| Presidente | Presidente | Presidente      | Partito          | Mandato          | Mandato          |
| Presidente | Presidente | Presidente      | Partito          | Inizio           | Fine             |
| ---------- | ---------- | --------------- | ---------------- | ---------------- | ---------------- |
|            |            | Porfirio Díaz   | Partito Liberale | 28 novembre 1876 | 6 dicembre 1876  |
|            |            | Juan N. Méndez  | Partito Liberale | 6 dicembre 1876  | 17 febbraio 1877 |
|            |            | Porfirio Díaz   | Partito Liberale | 17 febbraio 1877 | 1º dicembre 1880 |
|            |            | Manuel González | Partito Liberale | 1º dicembre 1880 | 30 novembre 1884 |
|            |            | Porfirio Díaz   | Partito Liberale | 1º dicembre 1884 | 25 maggio 1911   |

### Periodo rivoluzionario (1911-1928)
| Presidente | Presidente | Presidente                 | Partito                                                                 | Elezione | Mandato          | Mandato          |
| Presidente | Presidente | Presidente                 | Partito                                                                 | Elezione | Inizio           | Fine             |
| ---------- | ---------- | -------------------------- | ----------------------------------------------------------------------- | -------- | ---------------- | ---------------- |
|            |            | Francisco León de la Barra | Indipendente                                                            |          | 25 maggio 1911   | 6 novembre 1911  |
|            |            | Francisco Madero           | Partito Nazionale Antirielezionista Partito Costituzionale Progressista | 1911     | 6 novembre 1911  | 18 febbraio 1913 |
|            |            | Pedro Lascuráin            | Partito Costituzionale Progressista                                     |          | 18 febbraio 1913 | 18 febbraio 1913 |
|            |            | Victoriano Huerta          | Dittatura militare                                                      | 1913     | 19 febbraio 1913 | 15 luglio 1914   |
|            |            | Francisco S. Carvajal      | Indipendente                                                            |          | 15 luglio 1914   | 13 agosto 1914   |
|            |            | Venustiano Carranza        | Partito Liberale Costituzionalista                                      | 1917     | 14 agosto 1914   | 21 maggio 1920   |
|            |            | Adolfo de la Huerta        | Partito Liberale Costituzionalista                                      |          | 1º giugno 1920   | 30 novembre 1920 |
|            |            | Álvaro Obregón             | Partito Laburista                                                       | 1920     | 1º dicembre 1920 | 30 novembre 1924 |
|            |            | Plutarco Elías Calles      | Partito Laburista                                                       | 1924     | 1º dicembre 1924 | 30 novembre 1928 |

### Dal 1928
| Presidente | Presidente | Presidente                  | Partito                                                              | Elezione | Mandato           | Mandato          |
| Presidente | Presidente | Presidente                  | Partito                                                              | Elezione | Inizio            | Fine             |
| ---------- | ---------- | --------------------------- | -------------------------------------------------------------------- | -------- | ----------------- | ---------------- |
|            |            | Álvaro Obregón              | Partito Laburista                                                    | 1928     | 1º luglio 1928    | 17 luglio 1928   |
|            |            | Emilio Portes Gil           | Indipendente Partito Nazionale Rivoluzionario                        |          | 1º dicembre 1928  | 4 febbraio 1930  |
|            |            | Pascual Ortiz Rubio         | Partito Nazionale Rivoluzionario                                     | 1929     | 5 febbraio 1930   | 31 agosto 1932   |
|            |            | Abelardo Luján Rodríguez    | Partito Nazionale Rivoluzionario                                     |          | 1º settembre 1932 | 30 novembre 1934 |
|            |            | Lázaro Cárdenas del Río     | Partito Nazionale Rivoluzionario Partito della Rivoluzione Messicana | 1934     | 1º dicembre 1934  | 30 novembre 1940 |
|            |            | Manuel Ávila Camacho        | Partito della Rivoluzione Messicana                                  | 1940     | 1º dicembre 1940  | 30 novembre 1946 |
|            |            | Miguel Alemán Valdés        | Partito Rivoluzionario Istituzionale                                 | 1946     | 1º dicembre 1946  | 30 novembre 1952 |
|            |            | Adolfo Ruiz Cortines        | Partito Rivoluzionario Istituzionale                                 | 1952     | 1º dicembre 1952  | 30 novembre 1958 |
|            |            | Adolfo López Mateos         | Partito Rivoluzionario Istituzionale                                 | 1958     | 1º dicembre 1958  | 30 novembre 1964 |
|            |            | Gustavo Díaz Ordaz          | Partito Rivoluzionario Istituzionale                                 | 1964     | 1º dicembre 1964  | 30 novembre 1970 |
|            |            | Luis Echeverría             | Partito Rivoluzionario Istituzionale                                 | 1970     | 1º dicembre 1970  | 30 novembre 1976 |
|            |            | José López Portillo         | Partito Rivoluzionario Istituzionale                                 | 1976     | 1º dicembre 1976  | 30 novembre 1982 |
|            |            | Miguel de la Madrid         | Partito Rivoluzionario Istituzionale                                 | 1982     | 1º dicembre 1982  | 30 novembre 1988 |
|            |            | Carlos Salinas              | Partito Rivoluzionario Istituzionale                                 | 1988     | 1º dicembre 1988  | 30 novembre 1994 |
|            |            | Ernesto Zedillo             | Partito Rivoluzionario Istituzionale                                 | 1994     | 1º dicembre 1994  | 30 novembre 2000 |
|            |            | Vicente Fox                 | Partito Azione Nazionale                                             | 2000     | 1º dicembre 2000  | 30 novembre 2006 |
|            |            | Felipe Calderón             | Partito Azione Nazionale                                             | 2006     | 1º dicembre 2006  | 30 novembre 2012 |
|            |            | Enrique Peña Nieto          | Partito Rivoluzionario Istituzionale                                 | 2012     | 1º dicembre 2012  | 30 novembre 2018 |
|            |            | Andrés Manuel López Obrador | Movimento Rigenerazione Nazionale                                    | 2018     | 1º dicembre 2018  | 1º ottobre 2024  |
|            |            | Claudia Sheinbaum           | Movimento Rigenerazione Nazionale                                    | 2024     | 1º ottobre 2024   | in carica        |